# Лёгкая атлетика на летних Олимпийских играх 1900 — бег на 400 метров с барьерами
Соревнования по бегу на 400 метров с барьерами среди мужчин на летних Олимпийских играх 1900 прошли 14 и 15 июля. Приняли участие пять спортсменов из четырёх стран.

## Призёры
| Золото             | Серебро            | Бронза              |
| Джон Тьюксбери США | Анри Тозен Франция | Джордж Ортон Канада |

## Соревнование

### Предварительные забеги
| Место | Спортсмен            | Результат  |
| ----- | -------------------- | ---------- |
| 1     | Джон Тьюксбери (USA) | 1:01,0 OR  |
| 2     | Уильям Льюис (USA)   | Неизвестен |
| 3     | Карел Недвед (BOH)   | Неизвестен |

| Место | Спортсмен          | Результат  |
| ----- | ------------------ | ---------- |
| 1     | Анри Тозен (USA)   | Неизвестен |
| 2     | Джордж Ортон (CAN) | Неизвестен |

### Финал
| Место | Спортсмен            | Результат  |
| ----- | -------------------- | ---------- |
| 1     | Джон Тьюксбери (USA) | 57,6 с OR  |
| 2     | Анри Тозен (FRA)     | Неизвестен |
| 3     | Джордж Ортон (CAN)   | Неизвестен |
| —     | Уильям Льюис (USA)   | DNS        |